# Hiromi Suzuki
Hiromi Suzuki (jap. 鈴木博美 Suzuki Hiromi; ur. 6 grudnia 1968 w prefekturze Chiba) – japońska lekkoatletka specjalizująca się w biegach długodystansowych, dwukrotna uczestniczka letnich igrzysk olimpijskich (Barcelona 1992, Atlanta 1996).

## Sukcesy sportowe
- dwukrotna mistrzyni Japonii w biegu na 10 000 metrów – 1995, 1996[1]

| Rok  | Miasto   | Zawody               | Konkurencja      | Wynik       |
| ---- | -------- | -------------------- | ---------------- | ----------- |
| 1995 | Göteborg | Mistrzostwa świata   | bieg na 10 000 m | 8. miejsce  |
| 1996 | Atlanta  | Igrzyska olimpijskie | bieg na 10 000 m | 16. miejsce |
| 1997 | Ateny    | Mistrzostwa świata   | bieg maratoński  | złoty medal |

## Rekordy życiowe
- bieg na 5000 metrów – 15:30,43 – Sapporo 25/07/1999
- bieg na 10 000 metrów – 31:19,40 – Osaka 09/06/1996
- półmaraton – 1:10:33 – Sapporo 18/07/1999
- maraton – 2:26:27 – Osaka 28/01/1996